# Divizia A (koszykówka)
Divizia A – najwyższej klasy profesjonalna liga koszykówki w Rumunii. W dziale męskim występuje 6 sespołów. Sezon zaczyna się w październiku i rozgrywany jest na normalnych round-robin w domu i na wyjeździe. Pierwsze 8 klubów kwalifikuje się do fazy play-off. 2 ostatnie zespoły po sezonie regularnym są automatycznie zdegradowane do Divizia B.

## Historia
Liga została założona w 1950 roku. Najbardziej utytułowanymi klubami są Dinamo Bukareszt z 22 tytułami i Steaua Bukareszt z 21. Jednak w ostatnich latach Asesoft Ploeszti jest najlepszym zespołem w kraju, wygrawszy mistrzostwa 6 razy z rzędu (2004-2010). Asesoft jest jedynym zespołem rumuńskim, który wygrał europejski turniej, a mianowicie FIBA EuroCup Challenge w roku 2005. Sezon 2010/2011 wygrała drużyna Universitatea Kluż.

## Zespoły
Sezon 2015-2016
| Zespół                    | Miasto      | Hala                               | Poj. hali |
| ------------------------- | ----------- | ---------------------------------- | --------- |
| BC Mureș                  | Târgu Mureș | Sala Sporturilor Târgu Mureș       | 2000      |
| BC Timișoara              | Timișoara   | Sala Sporturilor „Constantin Jude” | 2200      |
| BCM U Pitești             | Pitești     | Sala Sporturilor Trivale           | 1600      |
| CS Dinamo Bukareszt       | Bukareszt   | Sala Sporturilor Dinamo            | 2500      |
| Energia Târgu Jiu         | Târgu Jiu   | Sala Sporturilor Târgu Jiu         | 1500      |
| CSM Oradea                | Oradea      | Arena „Antonio Alexe”              | 2500      |
| CSU Atlassib Sybin        | Sybin       | Sala Transylwania                  | 3000      |
| CSU Phoenix Gałacz        | Gałacz      | Sala Sporturilor Gałacz            | 1000      |
| Gaz Metan Mediaș          | Mediaș      | Sala Sporturilor Mediaș            | 462       |
| SCM Universitatea Krajowa | Krajowa     | Sala Polivalentă Krajowa           | 4000      |
| Steaua CSM Bukareszt      | Bukareszt   | Sala Sporturilor „Mihai Viteazul”  | 500       |
| U-BT Kluż-Napoka          | Kluż-Napoka | Sala Polivalentă Kluż-Napoka       | 7277      |

## Mistrzowie Rumunii
- 1950-1951 Metalul Bukareszt
- 1951-1952 Metalul București
- 1952-1953 Dinamo Bukareszt
- 1953-1954 Dinamo Bukareszt
- 1954-1955 Dinamo Bukareszt
- 1955-1956 Steaua Bukareszt
- 1956-1957 Dinamo Bukareszt
- 1957-1958 Steaua Bukareszt
- 1958-1959 Steaua Bukareszt
- 1959-1960 Steaua Bukareszt
- 1960-1961 Steaua Bukareszt
- 1961-1962 Steaua Bukareszt
- 1962-1963 Steaua Bukareszt
- 1963-1964 Steaua Bukareszt
- 1964-1965 Dinamo Bukareszt
- 1965-1966 Steaua Bukareszt
- 1966-1967 Steaua Bukareszt
- 1967-1968 Dinamo Bukareszt
- 1968-1969 Dinamo Bukareszt
- 1969-1970 Dinamo Bukareszt
- 1970-1971 Dinamo Bukareszt
- 1971-1972 Dinamo Bukareszt
- 1972-1973 Dinamo Bukareszt

- 1973-1974 Dinamo Bukareszt
- 1974-1975 Dinamo Bukareszt
- 1975-1976 Dinamo Bukareszt
- 1976-1977 Dinamo Bukareszt
- 1977-1978 Steaua Bukareszt
- 1978-1979 Dinamo Bukareszt
- 1979-1980 Steaua Bukareszt
- 1980-1981 Steaua Bukareszt
- 1981-1982 Steaua Bukareszt
- 1982-1983 Dinamo Bukareszt
- 1983-1984 Steaua Bukareszt
- 1984-1985 Steaua Bukareszt
- 1985-1986 Steaua Bukareszt
- 1986-1987 Steaua Bukareszt
- 1987-1988 Dinamo Bukareszt
- 1988-1989 Steaua Bukareszt
- 1989-1990 Steaua Bukareszt
- 1990-1991 Steaua Bukareszt
- 1991-1992 U Kluż
- 1992-1993 U Kluż
- 1993-1994 Dinamo Bukareszt
- 1994-1995 Sybin
- 1995-1996 U Kluż

- 1996-1997 Dinamo Bukareszt
- 1997-1998 Dinamo Bukareszt
- 1998-1999 Sybin
- 1999-2000 Pitești
- 2000-2001 Phoenix Arad
- 2001-2002 Phoenix Arad
- 2002-2003 Dinamo Bukareszt
- 2003-2004 Asesoft Ploeszti
- 2004-2005 Asesoft Ploeszti
- 2005-2006 Asesoft Ploeszti
- 2006-2007 Asesoft Ploeszti
- 2007-2008 Asesoft Ploeszti
- 2008-2009 Asesoft Ploeszti
- 2009-2010 Asesoft Ploeszti
- 2010-2011 U Kluż
- 2011-2012 Asesoft Ploeszti
- 2012-2013 Asesoft Ploeszti
- 2013-2014 Asesoft Ploeszti
- 2014-2015 Asesoft Ploeszti
- 2015-2016 CSM U Oradea
- 2016-2017 U-Banca Transylwania
- 2017-2018 CSM U Oradea
- 2018-2019 CSM U Oradea

## Finały
(od 2000 roku)
| Sezon   | Mistrz                    | Wicemistrz                | Wynik |
| ------- | ------------------------- | ------------------------- | ----- |
| 2000–01 | West Petrom Arad          | Asesoft Ploeszti          | 3–0   |
| 2001–02 | West Petrom Arad          | Dinamo Bukareszt          | 3–2   |
| 2002–03 | Dinamo Bukareszt          | West Petrom Arad          | 3–2   |
| 2003–04 | Asesoft Ploeszti          | Dinamo Bukareszt          | 3–1   |
| 2004–05 | Asesoft Ploeszti          | Dinamo Bukareszt          | 3–1   |
| 2005–06 | Asesoft Ploeszti          | Universitatea Kluż-Napoca | 4–1   |
| 2006–07 | Asesoft Ploeszti          | Pitești                   | 4–1   |
| 2007–08 | Asesoft Ploeszti          | Universitatea Kluż-Napoca | 4–3   |
| 2008–09 | Asesoft Ploeszti          | Timișoara                 | 4-0   |
| 2009–10 | Asesoft Ploeszti          | Universitatea Kluż-Napoca | 4–0   |
| 2010–11 | Universitatea Kluż-Napoca | Asesoft Ploeszti          | 4–2   |
| 2011–12 | Asesoft Ploeszti          | Timișoara                 | 4–0   |
| 2012–13 | Asesoft Ploeszti          | Mureș                     | 4–2   |
| 2013–14 | Asesoft Ploeszti          | Oradea                    | 3–2   |
| 2014–15 | Asesoft Ploeszti          | Mureș                     | 3–0   |
| 2015–16 | CSM U Oradea              | Mureș                     | 3–2   |
| 2016–17 | U-Banca Transylwania      | Steaua CSM Eximbank       | 3–0   |
| 2017–18 | CSM U Oradea              | Steaua CSM Eximbank       | 3–1   |
| 2018–19 | CSM U Oradea              | CSU Sybin                 | 3–1   |

## Tytuły według klubu
| Klub                      | Tytuły | Mistrzowskie lata |
| ------------------------- | ------ | --- |
| Dinamo Bukareszt          | 22     | 1953, 1954, 1955, 1957, 1965, 1968, 1969, 1970, 1971, 1972, 1973, 1974, 1975, 1976, 1977, 1979, 1983, 1988, 1994, 1997, 1998, 2003 |
| Steaua Bukareszt          | 21     | 1956, 1958, 1959, 1960, 1961, 1962, 1963, 1964, 1966, 1967, 1978, 1980, 1981, 1982, 1984, 1985, 1986, 1987, 1989, 1990, 1991       |
| Asesoft Ploeszti          | 11     | 2004, 2005, 2006, 2007, 2008, 2009, 2010, 2012, 2013, 2014, 2015                                                                   |
| Universitatea Kluż-Napoca | 4      | 1992, 1993, 1996, 2011 |
| Metalul Bukareszt         | 2      | 1951, 1952 |
| West Petrom Arad          | 2      | 2001, 2002 |
| CSU Sybin                 | 2      | 1995, 1999 |
| CSU Pitești               | 1      | 2000 |

## Nagrody

### MVP Sezonu
| Sezon   | Zawodnik            | Poz. | Nar.              | Klub             | Przyp. |
| ------- | ------------------- | ---- | ----------------- | ---------------- | ------ |
| 2010–11 | Zoran Krstanović    | F/C  | Serbia            | U BT Kluż-Napoca | [ 1 ]  |
| 2011–12 |                     |      |                   |                  |        |
| 2012–13 | Alhaji Mohammed     | G    | Stany Zjednoczone | Asesoft Ploeszti | [ 2 ]  |
| 2013–14 | Alhaji Mohammed (2) | G    | Stany Zjednoczone | Asesoft Ploeszti | [ 2 ]  |
| 2014–15 | Marius Runkauskas   | G    | Litwa             | Asesoft Ploeszti | [ 3 ]  |

### MVP Finałów
| Sezon   | Zawodnik            | Poz. | Nar.              | Klub             | Przyp. |
| ------- | ------------------- | ---- | ----------------- | ---------------- | ------ |
| 2012–13 | Alhaji Mohammed     | G    | Stany Zjednoczone | Asesoft Ploeszti | [ 4 ]  |
| 2013–14 | Alhaji Mohammed (2) | G    | Stany Zjednoczone | Asesoft Ploeszti | [ 5 ]  |
| 2014–15 | Marius Runkauskas   | G    | Litwa             | Asesoft Ploeszti | [ 6 ]  |